# Ruchoma szopka w Wambierzycach
Ruchoma szopka w Wambierzycach – ruchoma szopka bożonarodzeniowa znajdująca się w Wambierzycach przy Sanktuarium Wambierzyckiej Królowej Rodzin. Jest to najstarsza szopka ruchoma na terenie Polski.

## Historia
Szopka jest dziełem zegarmistrza Longina Wittiga (1824–1895) oraz jego syna Hermanna Wittiga (1857–1932). Prace nad szopką, a konkretnie nad sceną przedstawiającą narodziny Jezusa Chrystusa, Longin Wittig rozpoczął około 1850 r. W 1882 r. przybył wraz z rodziną do Wambierzyc, gdzie zamieszkał w budynku, stojącym w miejscu obecnej lokalizacji szopki (ul. Objazdowa 6). Wówczas też zaczął pokazywać publicznie poruszaną mechanizmem zegarowym szopkę. Zaczął również rozbudowywać swe dzieło, tworząc sceny niezwiązane z Bożym Narodzeniem, a konkretnie drogę krzyżową.

Po śmierci Longina Wittiga jego dzieło kontynuował syn Hermann. On to stworzył kolejne sceny, m.in. rzeź niewiniątek, Świętą Rodzinę przy pracy, 12-letniego Jezusa w świątyni, Ostatnią Wieczerzę, objawienia Matki Bożej w Lourdes oraz sceny rodzajowe (kopalnia węgla, zabawa ludowa). Jako tło posłużyły śląskie pejzaże i budowle.

Po II wojnie światowej szopka została przejęta przez lokalne władze, a następnie przekazana wambierzyckiej parafii. Obecnie całość liczy 800 figurek, z czego 300 jest ruchomych.

## Dostępność
Szopka udostępniana jest przez cały rok, a zwiedzanie jej jest płatne.